# 心包
心包（しんぽう）は、伝統中国医学における五臓六腑とは別格の臓器である。心主ともいう。心臓を包む膜または袋と解釈されているが、三焦と同じく実体のない臓器である。経絡は、手の厥陰心包経があるが、脈診においては心包の部位はなく（代わりに「命門」がある）、形だけでなく、その働きも定かではない。
一説には、心臓は五臓における君主に相当し、心臓は象徴または傀儡であり、その働きは宰相である心包が握っているとか、心臓は「神（しん）」を宿し、命に関わる最も大切な臓器であるから、それに直接手を下すと障りがあり、それ故に心臓の病は心包から攻めよなどといわれている。
鍼灸では、心包経やその兪穴である厥陰兪穴などを切経（せっけい、触診のこと）し、異常があれば関連した経穴に施術しているが、「心包の病気」として扱うことはほとんどない。